# Мірандська Вікіпедія
Мірандська Вікіпедія (міранд. Biquipédia) — розділ Вікіпедії мірандською мовою. Створена у 2009 році. Мірандська Вікіпедія станом на 27 березня 2025 року містить 4275 статей, 14 232 зареєстрованих користувачів, 16 активних дописувачів, 1 адміністратора
. Загальна кількість сторінок в мірандській Вікіпедії — 10 722, редагувань — 105 265, мультимедійні файли відсутні
. Глибина (рівень розвитку мовного розділу) мірандської Вікіпедії мала і становить 22.3 пунктів
.

## Історія
- Грудень 2008 — створена 100-та стаття[3].
- Жовтень 2010 — створена 1 000-на стаття[3].
- Вересень 2013 — створена 2 000-на стаття[4].